# La Fonteta (la Floresta)
La Fonteta és una obra de la Floresta (Garrigues) inclosa a l'Inventari del Patrimoni Arquitectònic de Catalunya.

## Descripció
És una font pública ubicada al peu de la carretera dels Omellons (LV-2012), just a la sortida del nucli urbà. Està feta de pedra i ciment, a base de carreus irregulars. Consisteix en una gran fornícula flanquejada per bancs adossats. Aquesta té un cap antropomorf com a sortidor. Les faccions del seu rostre tenen un aire primitiu, són exagerades i grolleres: els ulls ametllats, el nas força gran i té dues petites banyes, possiblement aquesta figura ens remet a la mitologia.

## Història
El cap que avui fa de sortidor fou trobat a les bodegues del castell en molt mal estat; possiblement en origen era una mènsula o bé una gàrgola.